# وراگامتوتا
وراگامتوتا (به لاتین: Weragamtota) یک منطقهٔ مسکونی در سری‌لانکا است که در استان مرکزی واقع شده‌است.